# Jéssica Hernández Ascanio
Jéssica Hernández Ascanio (Barcelona, 10 de novembre de 1980) és una exjugadora de tennis de taula catalana.
Es formà al Club Santa Coloma de Gramenet, i fou campiona de Catalunya i estatal en categories inferiors. Posteriorment, competí amb el Club Tennis Taula Calella, on ha desenvolupat la major part de la seva carrera esportiva. Debutà a la Superdivisió Estatal amb el Centre Natació Mataró la temporada 1999-00, amb el qual aconseguí el subcampionat la temporada 2002-03. Entre 1999 i 2012 fou una de les dominadores del tennis de taula català, proclamant-se campiona de Catalunya en vint-i-set ocasions, nou en individual (2002, 2003, 2004, 2005, 2006, 2007, 2009, 2011, 2012), sis en dobles (1999, 2003, 2005, 2006, 2011, 2012), set en dobles mixtos (1999, 2004, 2005, amb C. Font, 2006, 2007, 2008, 2009, amb A. Puig) i cinc per equips. A nivell estatal, fou dues vegades campiona d'Espanya de dobles (2004, amb Alba Prades, i 2013, amb Sara Ramírez). Internacional amb la selecció espanyola, participà a dos Campionats del Món (1999 i 2001) i tres d'Europa (2000, 2002, 2003). Exerceix com a entrenadora de categories de formació al CTT Calella i forma part del cos tècnic del CAR de Sant Cugat. Ha sigut membre de la Junta directiva de la Reial Federació Espanyola de Tennis de Taula i coordinadora de la Comissió Dona i Tennis de Taula.